# Esule di Atlantide
Esule di Atlantide (Exile of Atlantis) è un racconto fantasy scritto da Robert Ervin Howard rinvenuto dopo la morte dell'autore, con protagonista Kull di Valusia. Il titolo venne scelto dall'agente letterario di Howard, Glenn Lord. In Italia è conosciuto anche con il titolo Esilio da Atlantide.

## Storia editoriale
Secondo Patrice Louinet (Atlantean Genesis) il racconto è stato scritto tra luglio 1925 e gennaio 1926 oppure tra agosto e settembre 1926, ma venne pubblicato per la prima volta nel volume King Kull curato da Lin Carter per la casa editrice Lancer Books nel 1967; la versione priva di interventi editoriali venne pubblicata nel 2006 ad opera della Del Rey Books.
Il racconto venne pubblicato in Italia per la prima volta nel 1975 all'interno del volume Kull di Valusia edito da Editrice Nord, corrispondente all'edizione Lancer; La traduzione del testo originale venne pubblicata dalla Mondadori nella raccolta integrale Kull. Esule di Atlantide nel 2008, corrispondente all'edizione Del Rey.

## Trama
Kull condivide un bivacco con il coetaneo Am-ra e il veterano Gor-na discorrendo sulle tradizioni della tribù delle Falesie cui appartengono. Gor-na ne è un sostenitore inflessibile mentre Kull è più scettico anche per la sua vita passata condotta nelle foreste al fianco delle fiere. 
Am-ra fa cambiare loro argomento parlando degli scontri in mare tra Valusia e i pirati di Lemuria. Gor-na maledice entrambe le fazioni, ricordando una passata incursione contro l'impero valusiano e sottolineando con orgoglio l'inamicizia che Atlantide ha nei confronti di tutte le altre nazioni. Dal canto suo Kull, più moderato, afferma di voler vedere un giorno la Città delle Meraviglie, capitale dell'impero valusiano. Durante la notte il giovane fa un sogno in cui viene acclamato come re.
Il mattino dopo i tre uomini fanno ritorno alle caverne della loro tribù in tempo per assistere alla condanna a morte di una giovane donna, Ala; questa si era innamorata e aveva sposato un pirata lemuriano e in seguito allo scontro navale con le forze valusiane in cui il suo sposo aveva perso la vita ha fatto naufragio sulle coste di Atlantide. Disconosciuta dalla madre e colpevole di un atto che andava contro le loro usanze, Ala è in attesa di essere arsa su un rogo sotto gli occhi privi di pietà dei suoi compaesani. 
Kull, insieme a Am-ra, prova tristezza e pietà per lei, ma capisce che non potrebbe trarla in salvo. Dopo essersi scambiati sguardi d'intesa, Kull estrae il suo pugnale di selce e la colpisce al cuore dandosi poi alla fuga nello stupore generale, riuscendoci anche grazie all'intervento di Am-ra. 

## Fumetti
Il racconto è stato adattato in due differenti versioni dalla Marvel Comics nel 1971 e nel 1974; nella prima è stato incorporato come flashback all'interno dell'adattamento di un altro racconto di Howard, Il regno ombra. 
| Data          | Edizione inglese                        | TItolo              | Titolo italiano         | Sceneggiatura            | Disegni             | Colori        | Copertina                 | Prima edizione italiana    | Data italiana |
| ------------- | --------------------------------------- | ------------------- | ----------------------- | ------------------------ | ------------------- | ------------- | ------------------------- | -------------------------- | ------------- |
| Marzo 1971    | Kull the Conqueror 1 (Marvel Comics)    | A King Comes Riding | Un re arriva cavalcando | Roy Thomas               | Ross Andru          | Marie Severin | Ross Andru, Marie Severin | Thor 83 (Editoriale Corno) | Giugno 1974   |
| Dicembre 1974 | Savage Sword of Conan 3 (Marvel Comics) | Kull of Atlantis    | n/a                     | Robert E. Howard (testo) | Barry Windsor-Smith | Bianco e nero | Michael William Kaluta    | Inedito                    | n/a           |

## Edizioni
- Exile of Atlantis, in King Kull, Lancer Books, settembre 1967.
- Untitled Story "The sun was setting. A last crimson . . .", in Kull: Exile of Atlantis, Del Rey Books, ottobre 2006.
- Esilio da Atlantide, traduzione di G. L. Staffilano, in Fantacollana 9, Editrice Nord, settembre 1975.
- Senza titolo (L'esule di Atlantide), traduzione di Giuseppe Lippi, in Urania 1, Mondadori Editore, aprile 2008.